# Anne Smithová
Anne Smithová (* 1. července 1959, Dallas) je bývalá americká tenistka. Byla deblovou specialistkou, v ženské čtyřhře dosáhla kariérního grand slamu, když triumfovala na všech čtyřech nejprestižnějších turnajích světa: Australian Open (1981), French Open (1980, 1982), Wimbledonu (1980) a US Open (1981). Ve svých nejlepších letech (1980 a 1981) byla v žebříčku WTA deblovou světovou jedničkou. Ke všem jejím grandslamovým triumfům v ženské čtyřhře ji dopomohla krajanka Kathy Jordanová, s výjimkou toho posledního v Paříži roku 1982, kde vytvořila vítězný pár s Martinou Navrátilovou. Také ve čtyřhře smíšené sbírala úspěchy - dvakrát vyhrála Roland Garros (1980, 1984), jednou Wimbledon (1982) a dvakrát domácí americké mistrovství (1981, 1982). Grand slamu nedosáhla, neboť nehrála mix v Melbourne. Zúčastnila se ho jedinkrát, na konci kariéry v roce 1991, ale vypadla již v 1. kole. Tři grandslamové tituly v mixu jí pomohl získat Jihoafričan Kevin Curren, zbylé dva získala spolu s krajany Billym Martinem a Dickem Stocktonem. Ve dvouhře bylo jejím maximem na žebříčku WTA 11. místo a na grandslamech čtvrtfinále (hrála ho v Melbourne, Londýně i New Yorku). Za svou kariéry vydělala na turnajích 1,1 milionu dolarů. Vystudovala psychologii na Trinity University a University of Texas a jako psycholožka pracovala i po skončení hráčské kariéry. I v této profesi zužitkovala své sportovní zkušenosti, jak je patrné například z její knihy Grand Slam: Coach Your Mind to Win in Sports, Business & Life.